# Marians Pahars
Marians Pahars, född 5 augusti 1976 i Chornobai, Ukrainska SSR, Sovjetunionen, är en lettisk före detta fotbollsspelare och senare tränare. Han var mellan 2013 och 2017 förbundskapten för Lettlands landslag.
Pahars inledde sin karriär Skonto FC i hemstaden Riga och blev 1999 den först letten i Premier League då han gick till Southampton FC. Efter säsongen 2005/2006 fick Pahars inget nytt kontrakt med Southampton och han valde då att flytta till Cypern och Anorthosis Famagusta FC.
Pahars debuterade i det lettiska landslaget 1996.